# Premio Nacional de Poesía Conrado Blanco León
El Premio Nacional de Poesía Conrado Blanco León fue creado por la Fundación Conrado Blanco, en la ciudad de La Bañeza (León, España), en honor del empresario y periodista Conrado Blanco León (1888-1968), padre del escritor y poeta español Conrado Blanco González.
Su convocatoria y concesión se la realiza anualmente, habiéndose otorgado por primera vez en 1989.
De su organización se encarga el Patronato de la Fundación Conrado Blanco León.
Dotado con 6000 euros, es uno de los premios mejor retribuidos de España a un solo poema.

## Galardonados
| Año  | Obra                                       | Autor                                 | Observaciones                            |
| ---- | ------------------------------------------ | ------------------------------------- | ---------------------------------------- |
| 1989 | El retorno inacabado                       | Francisco Javier Rodríguez Pérez      |                                          |
| 1990 | Canción de amor para una noche triste      | Antonio González Guerrero             |                                          |
| 1991 |                                            |                                       | Premio declarado desierto por el jurado. |
| 1992 | Tríptico de Azahares para Miguel Hernández | José María Fernández Nieto            |                                          |
| 1993 | El Tren (Glosa a Carlos Murciano)          | Carlos Früberck de Burgos             |                                          |
| 1994 | El aire de tu almena                       | Cipriano Acosta Navarro               |                                          |
| 1995 | Retablo de amor y amargura                 | Ramón García Mateos                   |                                          |
| 1996 | Vivo latir                                 | Esteban Covarrubias de la Peña        |                                          |
| 1997 | Versos para una nostalgia                  | Teresa Núñez González                 |                                          |
| 1998 | Elegía al porvenir                         | Francisco Javier Esteban Cerrato      |                                          |
| 1999 | Náyade                                     | Carmen Rubio López                    |                                          |
| 2000 | La canción del optimista                   | Antonio Manilla                       |                                          |
| 2001 | Decadencia en la carne                     | Miguel Sánchez Robles                 |                                          |
| 2002 | Lanza y Alas                               | Ignacio Caparrós Valderrama           |                                          |
| 2003 | Principio                                  | Antonio García de Dionisio            |                                          |
| 2004 | ...lo que aprendí en la ruta, del amor     | Salvador Moreno Pérez                 |                                          |
| 2005 | Este paisaje es mi memoria                 | Miguel Ángel González García          |                                          |
| 2006 | Una puerta que siempre hallas abierta      | Máximo Cayón Diéguez                  |                                          |
| 2007 | La soledad Lisboeta                        | Verónica Aranda Casado                |                                          |
| 2008 | El Usurero                                 | Javier Vela                           |                                          |
| 2009 | Este viaje infinito                        | Óscar Martín Centeno                  |                                          |
| 2010 | Homenaje a Miguel Hernández                | Luis De Blas Fernández                |                                          |
| 2011 | Viajeros                                   | José Antonio Montecino Prada          |                                          |
| 2012 | Otros vientos                              | Antonio Guitérrez González de Mendoza |                                          |
| 2013 | Poema insomne                              | Francisco García Marquina             |                                          |
| 2014 | Nadie te espera en la ciudad               | Vicente Rodríguez Manchado            |                                          |
| 2015 | El destino de las fuentes                  | Josefina Solano Maldonado             |                                          |